# Le banana split
Le banana split è il singolo di debutto della cantante pop belga Lio, pubblicato nel 1979 dall'etichetta discografica Ariola.
La canzone è stata scritta da Jay Alanksi e Hagen Dierks e prodotta da Marc Moulin e, come lato b, era presente la canzone Teenager, scritta dagli stessi autori. Era contenuta nell'album di debutto della cantante, Lio.

## Tracce
12" Maxi (Ariola 600 118)
1. Le banana split (Long Disco Version) - 6:29
2. Teenager - 2:55

7" Single (Ariola 100 878)
7" Single (Ariola 37 027)
1. Le banana split - 2:33
2. Teenager - 2:55